# Patrice Killoffer

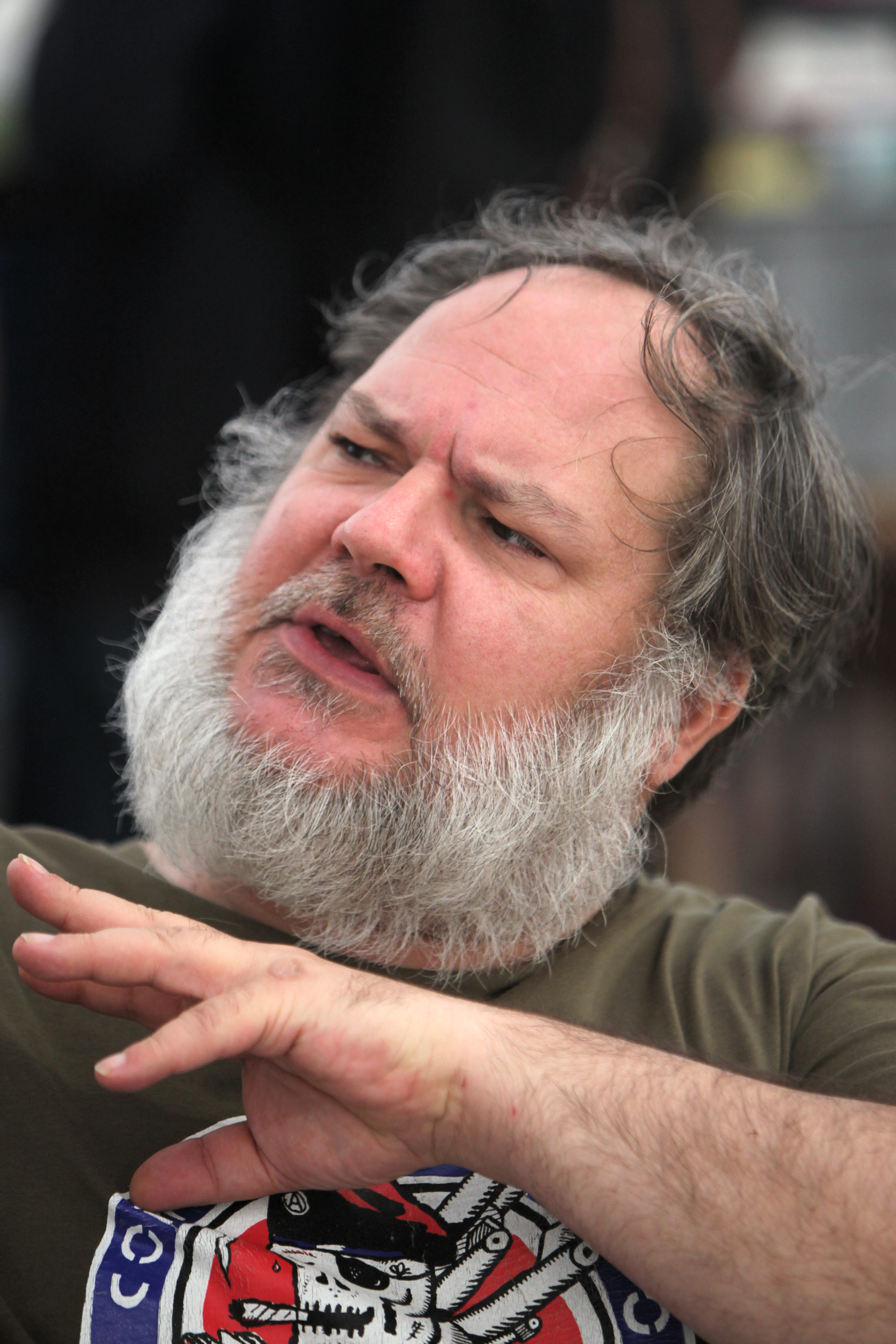
Patrice Killoffer, 2021.

Patrice Killoffer (* 16. Juni 1966 in Lothringen), genannt Killoffer, ist ein französischer Comiczeichner und Illustrator.

## Leben und Werk
Patrice Killoffer wurde 1966 in Frankreich geboren. 1981 begann er, Comics zu zeichnen, und besuchte später einen Comic-Kurs an der Schule für angewandte Kunst in Paris. Gemeinsam mit Lewis Trondheim, Stanislas, Jean-Christoph Menu, David B. und Mattt Konture gründete er 1990 den französischen Autorenverlag L’Association.
Mit seinen Kollegen von L’Association veranstaltete Killoffer im Jahre 2000 eine große Ausstellung im Rahmen des Festival International de la Bande Dessinée d’Angoulême und brachte die Anthologie Comix 2000 heraus.
Seine Geschichten veröffentlicht er im Magazin Lapin bei L’Association, aber auch bei dem französischen Verlag Le Seuil. In Zusammenarbeit mit Joann Sfar und Lewis Trondheim gestaltete er für Delcourt ein Album in der Reihe Donjon Monsters. Neben der Arbeit an seinen Comics hat sich Killoffer durch seine vielen Illustrationen für Tageszeitungen, vor allem für die Libération, einen Namen gemacht.
In deutscher Sprache sind beim Verlag Reprodukt bislang die Bücher Wie man sich bettet, Der Schlüssel zur Freiheit und Sechshundertsechsundsiebzig Erscheinungen von Killoffer sowie in der Reihe Donjon Monster der Band Die Armeen der Tiefe erschienen.

## Deutsche Veröffentlichungen
- Wie man sich bettet, Reprodukt, Berlin 1997, ISBN 978-3-931377-13-7
- Der Schlüssel zur Freiheit, Reprodukt, Berlin 2002, ISBN 978-3-931377-41-0
- Donjon Monster 2: Die Armeen der Tiefe, Reprodukt, Berlin 2006, ISBN 978-3-938511-68-8
- Sechshundertsechsundsiebzig Erscheinungen von Killoffer, Reprodukt, Berlin 2007, ISBN 978-3-938511-33-6